# Stabroek
Stabroek è un comune belga di 17 627 abitanti nelle Fiandre (Provincia di Anversa).

## Suddivisioni
Il comune è costituito dai seguenti distretti:
- Stabroek
- Hoevenen